# ガンジャル・プラノウオ
H・ガンジャル・プラノウオ（インドネシア語: Ganjar Pranowo、ジャワ語: ꦓꦚ꧀ꦗꦂꦦꦿꦤꦮ、1968年10月28日 - ）は、インドネシアの政治家。中部ジャワ州知事を2期10年務めた。

## 経歴
中部ジャワ州カランアニャル県出身。 ガジャ・マダ大学法学部、インドネシア大学政治学大学院修了。2013年より知事を2期10年務めた。
2024年インドネシア大統領選挙には闘争民主党の公認候補者として立候補しているが、ジョコ・ウィドド政権で国防大臣を務めているプラボウォ・スビアントも立候補しており、分裂選挙となることが確実となっている。